# Франсуа Клер
Франсуа́ Клер (фр. François Clerc; нар. 18 квітня 1983 Бург-ан-Бресс, Франція) — французький футболіст, який грав на позиції захисника.
Виступав, зокрема, за «Ліон» і «Сент-Етьєн», а також збірну Франції.

## Кар'єра
Професійну кар'єру почав у 2002 році в «Ліоні». У 2004 на сезон перебував в оренді в «Тулузі», а в 2005 повернувся до Ліона, де грав протягом 5 років. У 2010 році перейшов до «Ніцци». 2012 року перейшов до «Сент-Етьєна», з яким виграв кубок ліги 2012/13. Завершив кар'єру в клубі Ліги 2 «Газелек» (Аяччо), за який виступав з 2016 по 2018 рік.
Грав за національну збірну Франції на чемпіонаті Європи 2008 року.
Після завершення кар'єри в 2019 році став президентом аматорського клубу «Андрезьє».

## Досягнення
- Чемпіон Франції (3):

«Ліон»: 2005-06, 2006-07, 2007-08
- Володар Суперкубка Франції (2):

«Ліон»: 2006, 2007
- Володар Кубка французької ліги (1):

«Сент-Етьєн»: 2012-13
- Володар Кубка Франції (1):

«Ліон»: 2007-08